# اولیویا (خواننده)
اولیویا (انگلیسی: Olivia Theresa Longott)؛ (زادهٔ ۱۸ ژانویهٔ ۱۹۸۱) یک موسیقی‌دان اهل ایالات متحده آمریکا است. وی از سال ۲۰۰۰ میلادی تاکنون مشغول فعالیت بوده‌است.